# Liste der Biografien/Wj
Liste der Biografien |
Portal Biografien |
Personensuche
# |
A |
B |
C |
D |
E |
F |
G |
H |
I |
J |
K |
L |
M |
N |
O |
P |
Q |
R |
S |
T |
U |
V |
W |
X |
Y |
Z |
?
 
Wa |
Wc |
Wd |
We |
Wh |
Wi |
Wj |
Wl |
Wn |
Wo |
Wr |
Ws |
Wt |
Wu |
Ww |
Wy |
Wz
Die Liste der Biografien führt alle Personen auf, die in der deutschsprachigen Wikipedia einen Artikel haben. Dieses ist eine Teilliste mit 21 Einträgen von Personen, deren Namen mit den Buchstaben „Wj“ beginnt.

## Wj

### Wja
- Wjachirew, Rem Iwanowitsch (1934–2013), russischer Industriemanager, Vorstandsvorsitzender von GazpromRem Iwanowitsch Wjachirew (1934–2013)

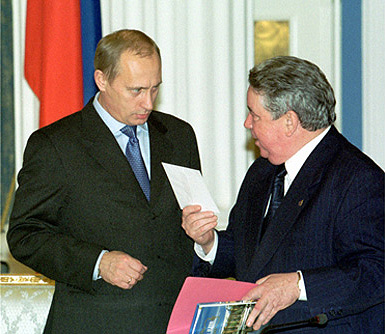
Rem Iwanowitsch Wjachirew (1934–2013)

- Wjachirewa, Anna Wiktorowna (* 1995), russische Handballspielerin
- Wjalzew, Jegor Iwanowitsch (* 1985), russischer Basketballspieler
- Wjalzewa, Anastassija Dmitrijewna (1871–1913), russische Sängerin
- Wjarbizkaja, Kazjaryna (* 1994), belarussische Billardspielerin
- Wjasemski, Alexander Alexejewitsch (1727–1793), russischer Offizier, Staatsbeamter und Politiker
- Wjasemski, Andrei Iwanowitsch (1754–1807), russischer Offizier und General
- Wjasemski, Pawel Petrowitsch (1820–1888), russischer Politiker, Diplomat, Schriftsteller und Historiker
- Wjasemski, Pjotr Andrejewitsch (1792–1878), russischer Autor
- Wjaslow, Andrij (1862–1919), ukrainischer Jurist und Politiker
- Wjasmikin, Dmitri Wladimirowitsch (* 1972), russischer Fußballspieler
- Wjasmikin, Igor Wiktorowitsch (1966–2009), russischer Eishockeyspieler
- Wjatkin, Alexei (* 1984), kasachisch-russischer Eishockeyspieler
- Wjatkin, Rudolf Wsewolodowitsch (1910–1995), sowjetischer Asienwissenschaftler und Übersetzer
- Wjatkina, Natallja (* 1987), belarussische Leichtathletin
- Wjatschko, russischer Prinz
- Wjatschorka, Franzischak (* 1988), belarussischer Journalist
- Wjatschorka, Winzuk (* 1961), belarussischer Politiker (BNF)
- Wjattschanin, Arkadi Arkadjewitsch (* 1984), russischer Schwimmer

### Wju
- Wjuchin, Olexander (1973–2011), ukrainisch-russischer Eishockeytorwart
- Wjunnyk, Bohdan (* 2002), ukrainischer Fußballspieler